# Haworthia arachnoidea var. nigricans
Haworthia arachnoidea var. nigricans, és una varietat de Haworthia arachnoidea del gènere Haworthia de la subfamília de les asfodelòidies.

## Descripció
Haworthia arachnoidea var. nigricans. pot variar de mida, des de 3 cm fins a 12 cm, pot ser prolífic de forma lenta en alguns llocs. Es distingeix per la coloració violeta cap a les puntes de les fulles. El color és molt més fosc. Les fulles són més amples a la base, les espines són més grans i més disperses per a les espècies en general. Les formes glabres amb quilles pronunciades són força habituals. Algunes formes glabres s'assemblen a mucronata var. inconfluens, que es distingeix pel color de les fulles: són de color verd-groguenc clar i les fulles tenen marges i quilla translúcids.

## Distribució i hàbitat
L'àrea de distribució de H. arachnoidea var. nigricans va des de Montagu/Barrydale a l'oest fins a Oudtshoorn a l'est. Al nord creix fins al Laingsburg, on és possible que es connecti amb la var. scabrispina - al pas de Rooinek, on es va descriure H. isomorpha. Hi ha una forta connexió amb la mucronata var. inconfluens al voltant de Barrydale. Al sud de Calitzdorp es presenta una forma molt petita, es va descriure com H. arachnoidea 'scottii' (vegeu el seu propi article).
Creix com altres plantes arachnoidea, així que mantingueu-la més a l’ombra, però, en canvi, aquesta varietat sembla estar una mica més acostumada a la llum del sol més forta; es torna molt vermellosa quan s'exposa. Propagació per llavor o per fillols.
Taxonomia	nigricans: negrós, pels tons foscos.											

## Taxonomia
Haworthia arachnoidea var. nigricans va ser descrita per Martin Bruce Bayer i publicat a Haworthia Revisited 30, a l'any 1999.
Etimologia
Haworthia: nom en honor del botànic britànic Adrian Hardy Haworth (1767-1833).
arachnoidea: epítet llatí que vol dir "semblant a una teranyina".
var. nigricans: epítet llatí que significa "que s'esdevé o semblant a negre".
Sinonímia
- Haworthia setata var. nigricans
- Haworthia venteri
- Haworthia unicolor var. venteri[1]